# Lars Norén
Lars Norén (født 9. maj 1944 i Stockholm, død 26. januar 2021) var en svensk dramatiker, som har skrevet for teater, radio og TV.  Hans værker spilles i dag over hele verden.
Norén voksede op i Genarp i Lund kommune i Skåne. Han debuterede som 19-årig med digtsamlingen Syrener, snö i 1963 og skabte sig et navn som digter, før han koncentrerede sig om dramatik.
Lars Norén skrev skuespil som Personkrets 3:1, Kaos är granne med gud og Natten är dagens mor.  De to sidstnævnte har selvbiografisk indhold.  Skuespillene er realistiske og ofte familie- og relationsdramaer om mennesker på bunden af samfundet.  Hans sidste værk kredser om møder og tid i menneskelige rum.  Indtil sommeren 2007 var han kunstnerisk leder af RiksDrama på Riksteatern i Sverige.
I april 2008 udgav Lars Norén dagbogsoptegnelser fra perioden august 2000 til juli 2005 under titlen «En dramatikers dagbog».  Noréns tilværelse i denne periode bar kraftig præg af kritikken mod skuespillet 7:3 som havde indslag af nazisme og antisemitisme, og kritikken mod Noréns og Riksteaterns eventuelle rolle i at have muliggjort hændelsesforløbet som ledte til Malexandermordene i 1999, hvor to politimænd blev dræbt.  Bogen fik stor opmærksomhed og blev vældig omdiskuteret eftersom den var vældig selvudleverende, og indeholdt mange kritiske og nedværdigende omtaler af mange svenske kulturpersonligheder, nogen som til og med regnes for at høre til Noréns bekendtskabskreds.

## Lyrik
- 1963 Syrener, snö
- 1964 De verbala resterna av en bildprakt som förgår
- 1966 Encyklopedi
- 1968 Stupor
- 1969 Revolver
- 1972 Solitära dikter
- 1972 Viltspeglar
- 1973 Kung Mej och andra dikter
- 1974 Dagliga och nattliga dikter
- 1976 Dagbok
- 1976 Nattarbete
- 1978 Order
- 1979 Murlod
- 1980 Hjärta i hjärta

## Drama
- 1968 Kingdon Hotell
- 1970 En hungersaga
- 1971 Amala Kamala
- 1972 Box ett
- 1973 Röster
- 1973 Fursteslickaren
- 1977 Dräneringen
- 1978 Modet att döda
- 1978 Akt utan nåd
- 1979 Depressionen
- 1979 Orestes
- 1981 En fruktansvärd lycka  (En fryktelig lykke)
- 1981 München – Athen
- 1981 Underjordens leende
- 1982 Natten är dagens mor
- 1982 Kaos är granne med Gud (Kaos er guds nabo)
- 1982 Demoner
- 1982 Vilstolen (Aska)
- 1983 Nattvarden
- 1983 När de brände fjärilar på lilla scenen
- 1983 Hämndaria
- 1984 Stillheten
- 1984 Claudio (Mantegna Portofolio)
- 1985 Komedianterna
- 1986 Tidens blommor
- 1987 Endagsvarelser
- 1987 Hebriana
- 1988 Höst och Vinter
- 1988 Bobby Fisher bor i Pasadena
- 1988 Och ge oss skuggorna
- 1989 Sanning och konsekvens
- 1989 Sommar
- 1990 Så enkel är kärleken
- 1990 Chinnon
- 1991 Den sista kvartetten
- 1991 Tiden är vårt hem
- 1991 Lost and found
- 1991 Löven i Vallombrosa (Løvet i Vallombrosa)
- 1992 Moire di -
- 1992 Sterblich
- 1993 Skalv i fjärran
- 1994 Rumäner
- 1994 Blod
- 1994 En sorts Hades
- 1994 Kliniken
- 1994 Trio till tidens ände
- 1996 De saknade
- 1997 Personkrets 3:1
- 1998 7:3
- 1998 Under
- 1998 Skuggpojkarna
- 2000 Om detta är en människa
- 2000 November
- 2000 Akt
- 2000 Kommer och försvinner
- 2001 Tristano/Stilla vatten
- 2001 Detaljer
- 2001 Måsen
- 2002 Tyst musik
- 2002 Kyla
- 2002 Stilla Vatten
- 2004 Krig
- 2006 Terminal 3 och Terminal 7
- 2006 Lille Eyolf
- 2007 Hamlet
- 2007 Fördold
- 2009 Lys

## Prosa
- 2008 En dramatikers dagbog

## TV
- 1980 Modet att döda
- 1984 Natten är dagens mor
- 1984 Kaos är granne med gud
- 1987 Komedianter
- 1987 Ett sorts hades
- 1990 Bobby Fischer bor i Pasadena
- 1990 Som löven i Vallombrosa
- 1999 Personkrets
- 2000 Skuggpojkarna
- 2005 Kyla

## Radio
- 1987 Hämndaria

## Priser og udmærkelser
- Svenska Akademiens nordiska pris 2003
- Pilotprisen 1994
- Kellgrenprisen 1985
- Aniara-prisen 1982
- De Nios stora pris 1980
- Gerard Bonniers lyrikkpris 1978
- Aftonbladets litteraturpris 1971
- Carl Emil Englund-prisen 1969